# Залевский, Генрих Владиславович
Генрих Владиславович Залевский (1 января 1938, Бар, Винницкая область — 8 января 2021, Калининград, Калининградская область) — советский и российский психолог, доктор психологических наук (1988), профессор, член-корреспондент РАО (1992), действительный член Международной академии психологических наук (2015), Международной академии социальных и педагогических наук (2011), член-корреспондент Общественной академии Киргизии (2000). Автор концепции фиксированных форм поведения, биопсихосоционоэтической модели.

## Биография
Окончил в 1966 году Иркутский государственный педагогический институт иностранных языков (немецкий и английский языки).
В 1968—1971 годы прошел стажировку и окончил аспирантуру по психологии на кафедре психологии Московского государственного педагогического института им. В. И. Ленина, защитив кандидатскую диссертацию по теме «Психологические особенности ригидности. К проблеме фиксированных формы поведения». В 1988 году защитил докторскую диссертацию по теме «Психическая ригидность в норме и патологии».
С 1976 по 1977 годы являлся заведующим кафедрой психологии Иркутского государственного педагогического института. В период 1978 по 1982 годы возглавлял кафедру педагогики и психологии Тернопольского государственного педагогического института. В 1983—1992 годы руководил лабораторией медицинской психологии Института психического здоровья ТНЦ РАМН.
С 1993 по 1998 годы занимал пост директора Института образования Сибири, Дальнего Востока и Крайнего Севера при РАО и заведующего кафедрой психологии Томского государственного педагогического университета. В 1995 году возглавил Томское отделение Российского психологического общества

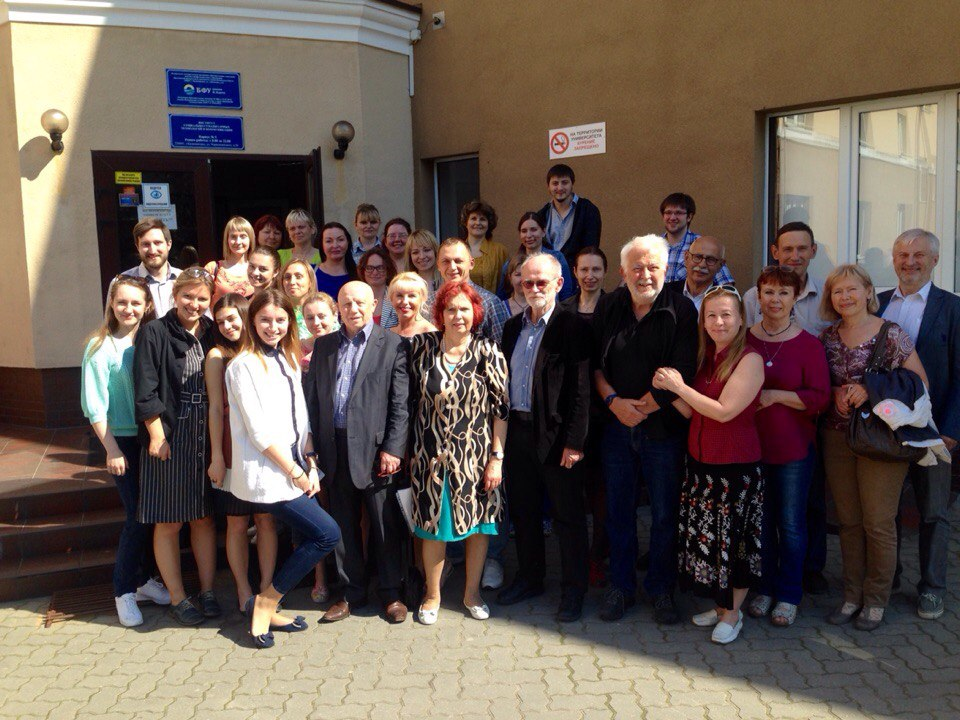
2-я Неделя русско-немецкой психологии. Май, 2016 (Залевский Г. В. в первом ряду, второй слева)

В 1999 году возглавил кафедру генетической и клинической психологии и Томского государственного университета. Также являлся председателем Диссертационного совета по общей и медицинской психологии.
В 2014 году Г. В. Залевский переехал вместе со своей семьёй в Калининград, заняв должность профессора кафедры психологии и социальной работы в БФУ им. Канта. В 2018 году он возглавил местное отделение РПО. Под его руководством в Калининградской области был проведен ряд международных конференций с участием специалистов из России и Германии. В частности, их участниками в разное время были Ю. П. Зинченко, Л. А. Цветкова, А. Ю. Егоров, Н. И. Леонов, Р. К. Назыров, А. Е. Войскунский, С. Н. Ениколопов, П. Шюлер (Германия), Д. Шотт (Германия).

## Научная и педагогическая деятельность
Г. В. Залевский посвятил свою научную деятельность вопросам изучения психологической ригидности. В своих исследованиях он эмпирически доказал, что ригидность как состояние и свойство личности является одним и тем же феноменом. Одной из значимых работ Г. В. Залевского является концепция фиксированных форм поведения. Под этим термином он понимает широкий спектр форм поведения человека или группы лиц, которые стали настолько привычны для человека, что ему становится трудно или вовсе невозможно изменить их, не смотря на объективную необходимость. Как подчеркивает сам автор, степень её осознанности может сильно разниться .
Г. В. Залевский автор более 400 статей и 18 книг, в том числе и в зарубежных изданиях, более 100 докладов на конференциях и конгрессах в Японии, Китае, Монголии, Канаде, Мексике, Германии, Египте, Эстонии, Швеции. Под его руководством было защищено 49 кандидатских и 15 докторских диссертаций.
В 1995 году основал Сибирский психологический журнал, где занимает должность главного редактора. В СПЖ публикуются теоретические и экспериментальные работы по общей психологии, педагогической психологии, психологии индивидуальных различий, психологии личности, истории психологии, психологии труда, клинической психологии, социальной и организационной психологии, юридической психологии и коррекционной психологии. Журнал входит в «Перечень российских рецензируемых научных изданий, в которых должны быть опубликованы основные научные результаты диссертаций на соискание ученой степени кандидата наук, на соискание ученой степени доктора наук» .
Учебные курсы:
- Введение в клиническую психологию с 1999 г.;
- Методология исследования в клинической психологии с 1999 г.;
- Основы когнитивно-поведенческой терапии и консультирования с 2000 г.;
- Психологическая супервизия с 2005 г.

## Награды
- Юбилейная медаль «За заслуги перед городом Томском»(2004);
- Нагрудный знак Министерства образования и науки «За развитие научно-исследовательской работы студентов» (2007);
- Золотая медаль Национального исследовательского университета «За заслуги перед Томским университетом» (2008);
- Золотая медаль Президиума РАО «За вклад в развитие науки» (2012);
- Почетная Грамота Международной академии психологических наук (2014);
- Диплом «Лучший психолог России −2015» Международной академии психологических наук;
- Диплом лауреата «Раненый Целитель» за выдающиеся достижения в области отечественной медицинской (клинической) психологии (Сетевой журнал «Медицинская психология в России» — 2016 г.);
- Почетная Грамота Президиума Российского психологического общества «За вклад в развитие психологической науки и практики» (2017).